# Alfredo Guillermo Bravo
Alfredo Guillermo Bravo Zamora (5 de febrero de 1890 en Valparaíso - febrero de 1941 en Santiago) fue un abogado y político chileno que ocupó diversos cargos públicos en su país.

## Biografía
Nacido en la ciudad de Valparaíso, hijo de Guillermo Bravo y Filomena Zamora, estudió en el Liceo de Valparaíso, su educación superior la realizó en la Facultad de Derecho de la Universidad de Chile, en 1913 se tituló de abogado, interesado en la materia penal, su tesis se tituló Represión de delitos en Chile.
Fue profesor de Derecho Penal en la Universidad de Chile y en el Curso Fiscal de Leyes de Valparaíso, simultáneamente en la Universidad de Chile Juan Esteban Montero ejercía como profesor en derecho civil y romano.
Militante del Partido Radical de Chile fue elegido en 1926 como diputado, en 1930 fue reelecto en el llamado Congreso Termal.
Estaba casado con Berta Jofré Puelma con quien tuvo seis hijos.
Aparte de su gestión en leyes, era poeta, su poesía era rotunda y prepotente, también cuentan en su obra literaria un libro titulado:4 de junio:El festín de los audaces que habla sobre la revolución que hizo caer el gobierno donde ejercía como Ministro de Educación.
El 8 de abril de 1932 el presidente Juan Esteban Montero lo llama a ser ministro de educación, en este cargo reorganiza dicho departamento, sin embargo el 4 de junio de ese año el gobierno es derrocado y se proclama una República Socialista de Chile que dura originalmente 12 días y disuelve además el congreso, quedándose Bravo sin ningún cargo.
Falleció en febrero de 1941